# Siljansnäs distrikt
Siljansnäs distrikt är ett distrikt i Leksands kommun och Dalarnas län. Distriktet ligger omkring Siljansnäs i mellersta Dalarna.

## Tidigare administrativ tillhörighet
Distriktet inrättades 2016 och utgörs av Siljansnäs socken i Leksands kommun.
Området motsvarar den omfattning Siljansnäs församling hade 1999/2000 och fick 1875 efter utbrytning ur Leksands församling.

## Tätorter och småorter
I Siljansnäs distrikt finns två tätorter och en småort.

### Tätorter
- Alvik
- Siljansnäs

### Småorter
- Hjulbäck